# آدم باري
آدم باري (بالإنجليزية: Adam Barry)‏ هو موسيقي بريطاني، ولد في 4 أبريل 1981 في ورسستر في المملكة المتحدة.